# Лев (кінопремія)
Кінопремія «Лев» (англ. Leo Awards) — це нагорода, що з 1999 року присуджуються кіно- та телевізійним постановкам Фондом кіномистецтв і наук Британської Колумбії, які випущені у Британській Колумбії, Канада. З моменту свого створення нагороджували телесеріали, зняті в цій провінції, такі як «Святилище», «Зоряна брама: SG-1» або «Таємниці Смолвіля». Церемонія нагородження, що відбувається кожного травня або червня у Ванкувері в Британській Колумбії, була заснована Фондом кіномистецтв і наук Британської Колумбії в 1999 році. Кінопремія має багато категорій нагород: нею нагороджують — художні фільми, анімаційні фільми, документальні фільми, документальне телебачення, короткометражні фільми.

## Номінації
Категорії нагород Нагороди отримують фільми, випущені за попередній календарний рік. [6] Леви також вшановують групу та / або особу за видатні досягнення. У 2010 році нагороди були вручені в 75 категоріях, з них 62 — технічні або ремісничі нагороди. [7] У 2012 році організація створила три нові категорії нагород: найНайкращий спектакль (голос) в анімаційній програмі чи серіалі; найНайкращий кастинг у повнометражній драмі; та найНайкращий кастинг у драматичній серії. [6] Категорії нагород включають:

### Кінофільм
- Найкращий фільм
  - повнометражна драма

- 1999 — «Земля Руперта»[en]
- 2000 — «Ангел мого батька»[en]
- 2001 — «Підозріла річка»[en]
- 2002 — «Раптово голий»[en]
- 2003 — Квітка та гранат
- 2004 — Моє життя без мене My Life Without Me
- 2005 — Піт Тонг уже пропав It's All Gone Pete Tong
- 2007 — «Все пішло зеленим»[en]
- 2008 — Ілля
- 2009 — Прогулянка п'ятдесяти мерців Fifty Dead Men Walking
- 2010 — «Схвильований»[en]
- 2011 — Без зброї
- 2012 — Сестри та брати

- драматичний серіал

- 1999 — Дослідження Да Вінчі
- 2000 — Пам'ятник
- 2001 — Розслідування Да Вінчі
- 2002 — Розслідування Да Вінчі
- 2003 — Дослідження Да Вінчі
- 2004 — Вантаж людини
- 2005 — Колекціонер
- 2006 — місто Термінал
- 2007 — Смолвіль
- 2008 — Смолвіль
- 2009 — «Зоряна брама: Атлантида»
- 2010 — «Зоряна брама: Всесвіт»
- 2011 — «Таємниці Смолвіля»
- 2012 — Блекстоун

- Найкращий напрям
- Найкращий сценарій
- Найкраща кінематографія
- Найкраще редагування фотографій
- Найкращі візуальні ефекти
- Найкращий звук

- 2006 — «Капоте»

- Найкращий музичний супровід
- Найкращі декорації
- Найкращий костюм
- Найкращий макіяж
- Найкращий кастинг
- Найкраща координація трюків
- Найкраща чоловіча підтримка
- Найкраща жіноча підтримка
- Найкраща головна чоловіча роль
- Найкраща головна жіноча роль

### Телевізійний фільм
- Найкращий телевізійний фільм
- Найкращий напрям
- Найкращий сценарій
- Найкраща кінематографія
- Найкращий звук
- Найкращий музичний супровід
- Найкращі декорації
- Найкращий костюм
- Найкращий макіяж
- Найкращий кастинг
- Найкраща координація трюків
- Найкраща чоловіча підтримка
- Найкраща жіноча підтримка
- Найкраща головна чоловіча роль
- Найкраща головна жіноча роль

### Короткометражний фільм
- Найкраща короткометражка
- Найкращий напрям
- Найкращий сценарій
- Найкраща кінематографія
- Найкраще редагування фотографій
- Найкращі візуальні ефекти
- Найкращий звук
- Найкращий музичний супровід
- Найкращі декорації
- Найкращий костюм
- Найкращий макіяж
- Найкраща зачіска
- Найкраща чоловіча роль
- Найкраща жіноча роль драматичний серіал
- Найкращий драматичний серіал
- Найкращий напрям
- Найкращий сценарій
- Найкраща кінематографія
- Найкраще редагування фотографій
- Найкращі візуальні ефекти
- Найкращий звук
- Найкращий музичний супровід
- Найкращі декорації
- Найкращий костюм
- Найкращий макіяж
- Найкраща зачіска
- Найкращий кастинг
- Найкраща координація трюків
- Найкраща чоловіча роль
- Найкраща жіноча роль
- Найкраща чоловіча підтримка
- Найкраща жіноча підтримка

### Документальний фільм
- Найкращий документальний фільм
- Найкращий напрям
- Найкращий сценарій
- Найкраща кінематографія
- Найкраще редагування фотографій
- Найкращий звук
- Найкращий музичний супровід

### Короткометражна документальна програма
- Найкраща короткометражна документальна програма
- Найкращий напрям
- Найкращий сценарій
- Найкраща кінематографія
- Найкраще редагування фотографій
- Найкращий звук
- Найкращий музичний супровід

### Документальний серіал
- Найкращий документальний серіал
- Найкращий напрям
- Найкращий сценарій
- Найкраща кінематографія
- Найкраще редагування фотографій

### Інформаційні, lifestyle програми або реаліті-шоу, серіали
- Найкращі Інформаційні, lifestyle програми або реаліті-шоу, серіали
- Найкращий напрям
- Найкраща кінематографія
- Найкраще редагування фотографій
- Найкращий звук
- Найкращий ведучий

### Музична, комедійна або естрадна програма / серіал
- Найкраща музична, комедійна або естрадна програма / серіал
- Найкращий сценарій
- Найкращий ведучий

### Анімаційна програма або серіал
- Найкраща анімаційна програма або серіал
- Найкращий напрям
- Найкращий сценарій
- Найкращий звук
- Найкращий музичний супровід краще озвучування

### Молодіжна або дитяча програма / серіал
- Найкраща молодіжна або дитяча програма / серіал
- Найкращий напрям
- Найкращий сценарій
- Найкраща кінематографія
- Найкраще редагування фотографій
- Найкращий звук
- Найкращі декорації краще уявлення

### Вебсеріал
- Найкращий вебсеріал
- Найкраща чоловіча роль
- Найкраща жіноча роль

### Музичне відео
- Найкраще музичне відео

### Студентська постановка
- Найкраща студентська постановка